# Aérodrome Augusto Roberto Fuster
L'aéroport Dr. Augusto Roberto Fuster ( espagnol : Aeródromo Doctor Fuster    ) , code IATA : PJC • code OACI : SGPJ    ,     simplement connu sous le nom de Pedro Juan Caballero Airport est un petit aéroport, officiellement un aérodrome, selon les autorités de l'aviation paraguayenne, qui dessert la ville de Pedro Juan Caballero dans le département d'Amambay au Paraguay . 

## Situation
| Asuncion Ciudad del Este Pedro Juan Caballero |

## Voir également
- Modèle:Portal-inline
- Modèle:Portal-inline
- Liste des aéroports du Paraguay
- Transport au Paraguay